# Enrico Gualterio
Enrico Gualterio, marchese di Corgnolo, patrizio romano, patrizio di Orvieto, nobile di Viterbo, nobile di Loreto (Orvieto, 5 settembre 1843 – Roma, 14 gennaio 1929), è stato un militare e politico italiano.